# Георги Гугалов
Георги Илиев Гугалов (22 август 1950 – 19 март 2018) е футболист, вратар, който играе в А група през 70-те и 80-те години на ХХ век. Основната част от кариерата му преминава в Славия (София). Син е на Георги Гугалов-старши, който също е футболист, но полузащитник, през 50-те и 60-те години на ХХ век.

## Биография
Георги И. Гугалов започва кариерата си в Чепинец (Велинград). През 1971 г. преминава в Славия (София), с чийто екип дебютира в А група. Пет години по-късно отива в Миньор (Перник), където играе през сезон 1976/77. Перничани обаче изпадат от елита и той се завръща в Славия. Следват най-силните години в кариерата му.
Гугалов записва общо 172 мача за Славия в А група. През 1980 г. е обявен за вратар №1 в България. През сезон 1981/82 не допуска гол в продължение на рекордните за клуба 775 минути.
През 1983 г. Гугалов преминава в Добруджа (Добрич), където играе един сезон в Б група, преди да сложи край на кариерата си.
След края на състезателната си кариера е учител по физкултура в Националната търговско-банкова гимназия в София.

## Успехи
- А група:
  -  Вицешампион (1): 1979/80
  -  Бронзов медалист (3): 1972/73, 1974/75, 1981/82

- Купа на Съветската армия:
  -  Носител (2): 1974/75, 1979/80
  - Финалист (1): 1971/72

- Вратар №1 на България за 1980 г.